# Ресторан Элис (фильм, 1969)
Ресторан Элис (англ. Alice's Restaurant) — американский фильм 1969 года режиссёра Артура Пенна. Киноадаптация 18-минутной одноимённой песни Арло Гатри. Премьера фильма состоялась 19 августа 1969 года, через несколько дней после выступления Арло Гатри на фестивале «Вудсток».

## Сюжет
После того как Арло Гатри, талантливого молодого еврейского музыканта, отчислили из колледжа RMC (англ.), он начинает бродяжничать, останавливается у своих друзей Элис и Рэя. Они вдвоём недавно приобрели здание церкви в Грейт-Баррингтоне (англ.) (Массачусетс), и открыли ресторан в соседнем городке Стокбридже (англ.), собирая вокруг себя разношерстные и колоритные «отбросы» общества. Стоит признать, что к зданию церкви они относились весьма беспечно. Спали в колокольне, а большое помещение церкви заполнялось мусором, особенно после вечеринок. Арло Гатри с приятелем решили вывезти мусор, но ближайшая свалка была закрыта, и они свалили мусор в кювет. Местный шериф вычислил злоумышленников и Арло Гатри предстал перед судом, его обязали заплатить штраф и убрать мусор. В конце фильма Арло Гатри проходит медкомиссию в Нью-Йорке по повестке. Помимо основной сюжетной линии, отражённой в одноимённой песне, сценаристы добавили ещё историю экс-героинового наркомана Шелли, эпизоды визитов Арло Гатри к своему знаменитому отцу Вуди Гатри, страдающему болезнью Гентингтона, и ряд других.

## В ролях
| Актёр              | Роль                           |
| ------------------ | ------------------------------ |
| Арло Гатри         | в роли самого себя             |
| Патриция Куинн     | ресторатор Элис Брок           |
| Джеймс Бродерик    | Рэй Брок муж Элис              |
| Майкл Мак-Кланатан | Шелли                          |
| Джефф Аутло        | Роджер Кроутер                 |
| Тина Чен           | Мэри-Чен                       |
| Джозеф Боли        | Вуди Гатри отец Арло Гатри     |
| Сильвия Дэвис      | Марджори Гатри мать Арло Гатри |
| Шелли Плимптон     | Ринни                          |
| Уильям Обанейн     | Офицер Оби в роли самого себя  |
| Ли Хэйс            | в роли самого себя             |
| Пит Сигер          | в роли самого себя             |

## Награды
| Награды и номинации            | Награды и номинации            | Награды и номинации         | Награды и номинации | Награды и номинации |
| Награда                        | Категория                      | Номинант                    | Результат           |                     |
| ------------------------------ | ------------------------------ | --------------------------- | ------------------- | ------------------- |
| Премия Гильдии сценаристов США | «Лучший оригинальный сценарий» | Венейбл Херндон, Артур Пенн | Номинация           |                     |
| BAFTA                          | «Лучшая музыка к фильму»       | Арло Гатри                  | Номинация           |                     |
| «Оскар»                        | «Лучший режиссёр»              | Артур Пенн                  | Номинация           |                     |